# Schinkelbad

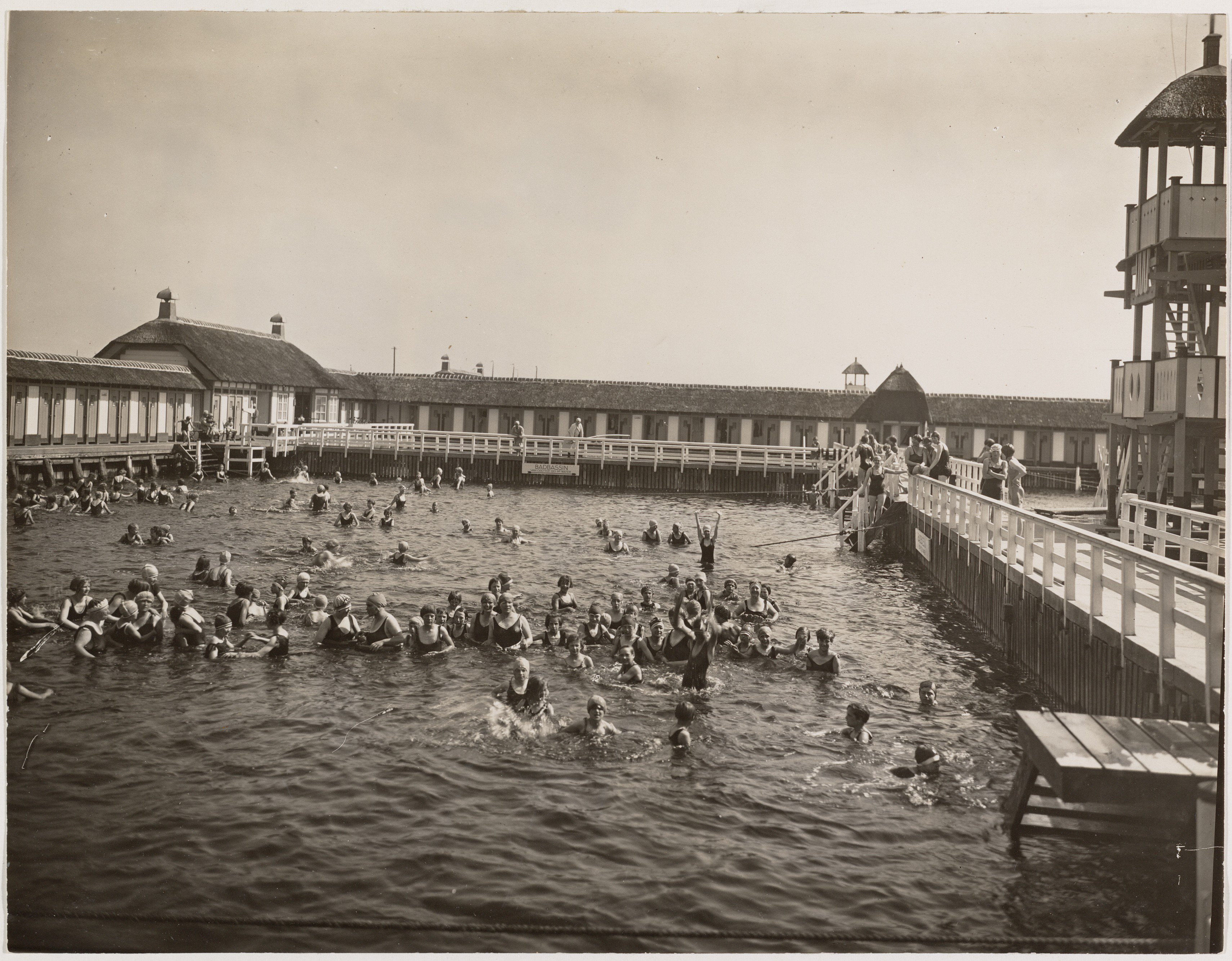
De vrouwenafdeling van het Schinkelbad

Het Schinkelbad was een houten buitenzwembad in Amsterdam, dat stond op de plaats waar de Schinkel in de Nieuwe Meer stroomde. Het Schinkelbad werd geopend in 1917, raakte ernstig beschadigd door brand in 1937 en werd uiteindelijk vanwege de slechte waterkwaliteit aan het eind van de Tweede Wereldoorlog gesloten.

## Locatie
Het zwembad stond op palen in het open water, en de baden stonden dus in directe verbinding met de Schinkel en de Nieuwe Meer. In die tijd was er nog een sluis bij de Overtoom, en was de Nieuwe Meersluis nog niet gebouwd. Op deze locatie liggen tegenwoordig woonarken aan het IJsbaanpad. 
Om het zwembad te bereiken wandelde men in zuidelijke richting langs het Olympisch Stadion, stak men de brug over en wandelde men rechtsaf over het IJsbaanpad. Dat was toen nog niet meer dan een zwart sintelpad, dat halverwege gekruist werd door het spoorlijntje naar Aalsmeer. Over dat spoorlijntje was een houten loopbrug gebouwd, die zo hoog en steil was dat sommigen verzuchtten dat het Schinkelbad wel een "zwembad op zolder" leek.

## Geschiedenis
Het zwembad werd gebouwd in 1917 en was in eerste instantie alleen open voor heren. Daarnaast werd zwemles gegeven aan jongens en meisjes, doorgaans met de beruchte ‘hengel’. In 1923 werd een iets kleinere tweede vleugel bijgebouwd die functioneerde als vrouwenafdeling en beschikte over 160 kleedhokjes en een algemene kleedkamer voor schoolkinderen. De mannenafdeling telde ongeveer 250 kleedhokjes met daarnaast een algemene kleedkamer voor jongens. Gemengd zwemmen bleef tot in de jaren '30 ongewoon.

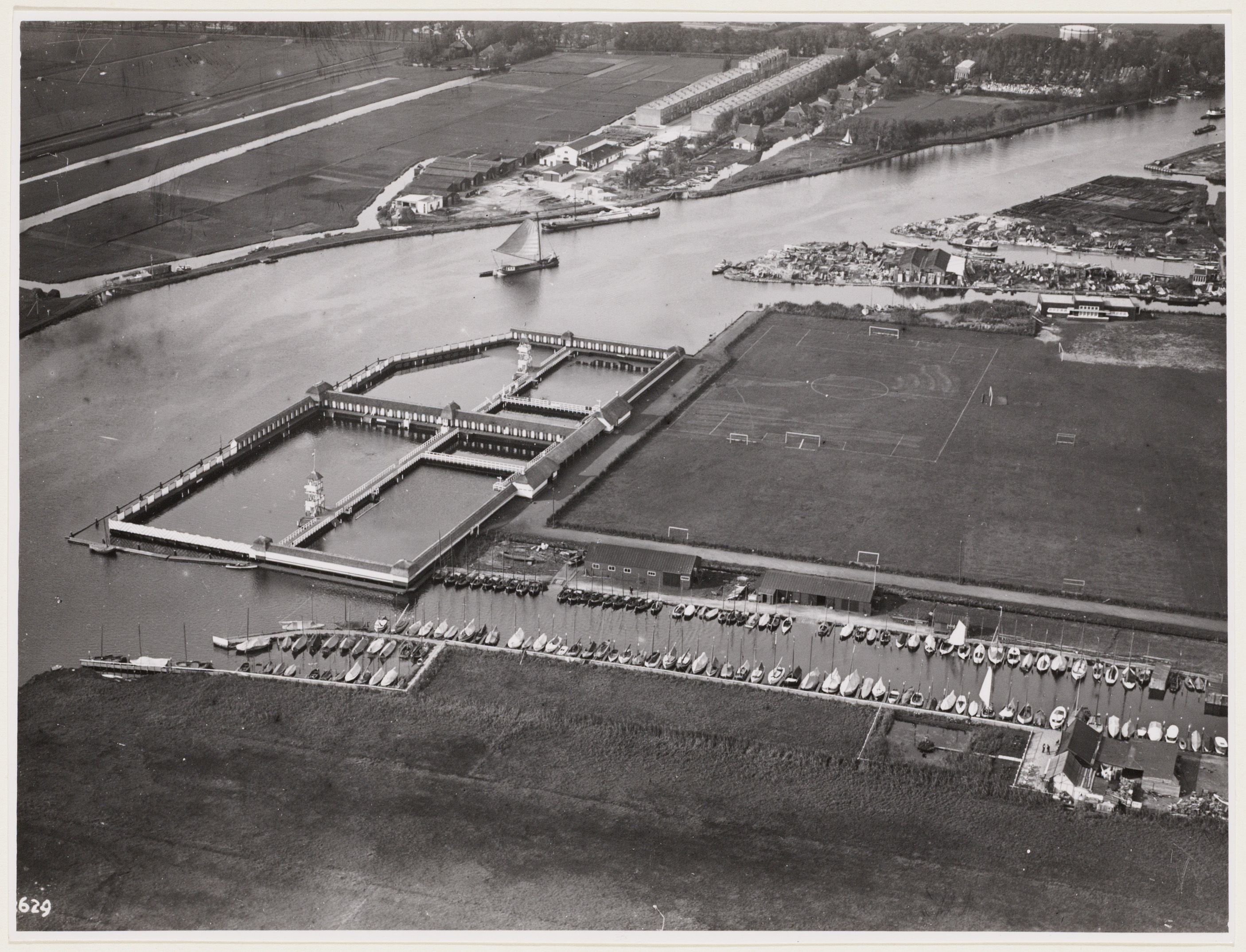
Het Schinkelbad vanuit de lucht in 1926

Het zwembad was geheel in hout opgetrokken en had een rieten dakbedekking. De beide afdelingen werden gescheiden door een brede steiger, waarop aan weerskanten rug-aan-rug ook kleedkamertjes gebouwd waren. Het bad was met name in de jaren '20 zeer populair. Gedurende het seizoen 1925 werden bijna 200.000 bezoekers geteld, waarvan ruim 113.000 mannen. Dat kwam neer op gemiddeld 1655 bezoekers per zwemdag, aangezien het zwembad alleen in de warmere seizoenen geopend was.
Waterkwaliteit was een voortdurend probleem voor het Schinkelbad. Open stadswater bleek steeds minder geschikt om in te zwemmen. Om vervuiling van het bad tegen te gaan, werd elk jaar een laag zand op de veenbodem gestort, maar door omwoeling tijdens het zwemmen en modderstromen veroorzaakt door voorbijvarende stoom- en motorboten was dit onvoldoende effectief. Na 1926 werd het zwemwater afgescheiden van het open water door een betonnen damwand, en werden daarnaast de steiger- en badkamervloeren opnieuw geconstrueerd in beton.
Op zaterdagavond 29 mei 1937 brandde het bad voor een belangrijk gedeelte af. De brand ontstond in het hoofdgebouw van de damesafdeling, direct nadat de laatste bezoekers van het bad vertrokken waren. De gealarmeerde brandweer kon echter niet dichterbij komen vanwege de tussen de hoofdweg en het zwembad ingelegen spoorbaan, en zette zogenaamde baby-motorspuiten in: een draagbare motorspuit in het zijspan van een motorfiets. De oorzaak van de brand was vermoedelijk een sigaret die op het rietendak terecht was gekomen.
Tijdens de Duitse bezetting nam het zwembadgebruik af: met de bezetter was overeengekomen dat het Schinkelbad gereserveerd was voor de Wehrmacht. In de lente van 1944 ging het Schinkelbad niet meer open voor het zomerseizoen, nadat het zwemwater van onvoldoende kwaliteit bleek. In 1945 werd het Schinkelbad definitief gesloten.